# Kate Larson
Kate Larson, född 14 november 1961, död 24 juni 2018 i Albrunna på Öland, var en svensk prosaförfattare, poet, essäist, filosof och kulturskribent.
Larsons debutroman, Flampunkten, gavs ut på förlaget Alba 1986. Under sitt liv gav hon ut fyra romaner och tre prosaböcker, samt var medförfattare till de två essäböckerna Om vänskap (Bokförlaget Lejd, 2007) samt Stiglöshet (2014). Hon var även förläggare på Bokförlaget Lejd, som hon startade 1998 tillsammans med Camilla Hammarström och Peter Gustav Johansson. Dessutom undervisade hon i skrivarkurser vid bland annat Folkuniversitetets skrivarakademi i Stockholm, vid Biskops-Arnö och Ölands folkhögskola samt på Södertörns högskola.
Larson disputerade våren 2009 med en avhandling i teoretisk filosofi, efter att ha studerat bland annat filosofi och teologi. Avhandlingen, Everything important is to do with passion, handlade om kärleksbegreppet hos författaren Iris Murdoch.
Larson var gift med filosofen och konstnären Göran Torrkulla.